# أكسيد النيكل الثلاثي
أكسيد النيكل الثلاثي هو مركب كيميائي من عنصري النيكل والأكسجين صيغته Ni2O3، ويوجد على هيئة صلب رمادي مسود.

## التحضير
يحضر مع أكسيد النيكل الثنائي من التفكك الحراري لبعض مركبات النيكل العضوية في الطور الغازي.

## الخواص
يوجد المركب في الشروط القياسية على هيئة صلب رمادي مسود، وهو غير قابل للانحلال عملياً في الماء. يتميو بخواصه المؤكسدة، فهو قادر على تحويل كلوريد الهيدروجين إلى غاز الكلور.